# تام باور (هنرپیشه)
تام باور (انگلیسی: Tom Bower؛ زادهٔ ۱۹۳۸–۰۱) یک هنرپیشه، و بازیگر سینما اهل ایالات متحده آمریکا است.

## بخشی از فیلمشناسی
از فیلم‌ها یا برنامه‌های تلویزیونی که وی در آن نقش داشته‌است می‌توان به آثار زیر اشاره کرد.
- کشتی راهنما (۱۹۸۵)
- لب رودخانه (۱۹۸۶)
- پلیس بورلی هیلز ۲ (۱۹۸۷)
- تقسیم تصمیمات (۱۹۸۸)
- معتقد واقعی (فیلم ۱۹۸۹) (۱۹۸۹)
- جان‌سخت ۲ (۱۹۹۰)
- عقاب آهنی ۳ (۱۹۹۲)
- تهدید فوری و آشکار (فیلم) (۱۹۹۴)
- در برابر دیوار (فیلم ۱۹۹۴) (۱۹۹۴)
- جورجیا (فیلم ۱۹۹۵) (۱۹۹۵)
- مسئولیت انسان سفید (فیلم) (۱۹۹۵)
- نیکسون (فیلم) (۱۹۹۵)
- پستچی (فیلم ۱۹۹۷) (۱۹۹۷)
- مذاکره‌کننده (فیلم) (۱۹۹۸)
- زندگی در حال نابودی (۱۹۹۹)
- هتل میلیون‌دلاری (۲۰۰۰)
- پولاک (فیلم) (۲۰۰۰)
- قلب‌ها در آتلانتیس (۲۰۰۱)
- جرایم سنگین (فیلم) (۲۰۰۲)
- نشان (۲۰۰۲)
- پروژه لارامی (۲۰۰۲)
- سرزمین شمالی (فیلم) (۲۰۰۵)
- تپه‌ها چشم دارند (فیلم ۲۰۰۶) (۲۰۰۶)
- سه (فیلم ۲۰۰۶) (۲۰۰۶)
- آپالوسا (فیلم) (۲۰۰۸)
- ستوان بد: بندر نیواورلئان (۲۰۰۹)
- دل دیوانه (۲۰۰۹)
- قاتل درون من (فیلم ۲۰۱۰) (۲۰۱۰)
- من با تو ذوب میشم (۲۰۱۱)
- خارج از کوره (۲۰۱۳)
- ۱۳ گناه (۲۰۱۴)
- از آن پس (۲۰۱۴)
- حفاری برای آتش (۲۰۱۵)
- نور زندگی من (۲۰۱۸)
- شیشه (فیلم ۲۰۱۹) (۲۰۱۹)
- ال کامینو: فیلم برکینگ بد (۲۰۱۹)
- کارآگاه راکفورد (۱۹۷۴–۱۹۷۶)
- زن بیونیک (۱۹۷۶)
- خانواده والتون (مجموعه تلویزیونی) (۱۹۷۵–۱۹۷۸)
- لو گرانت (مجموعه تلویزیونی) (۱۹۷۹)
- پرونده‌های ایکس (۱۹۹۹)
- پرونده سرد (۲۰۰۵)
- فیلادلفیا همیشه آفتابی است (۲۰۰۵–۲۰۱۲)
- ذهن‌های جنایتکار (۲۰۱۳)